# Université pontificale bolivarienne
L'université pontificale bolivarienne (en espagnol : Universidad Pontificia Bolivariana ou UPB) est une université catholique colombienne.

## Historique
Fondée en 1936 par l'archidiocèse de Medellín, elle est érigée en université pontificale par le Pape Pie XII en 1945. Elle se trouve dans quatre villes : Medellín, Bucaramanga, Montería et Palmira.

## Personnalités liées à l'université

### Étudiants
- Rebeca Uribe Bone (1917-2017), première femme diplômée ingénieure en Colombie.